# Sofía Mulánovich

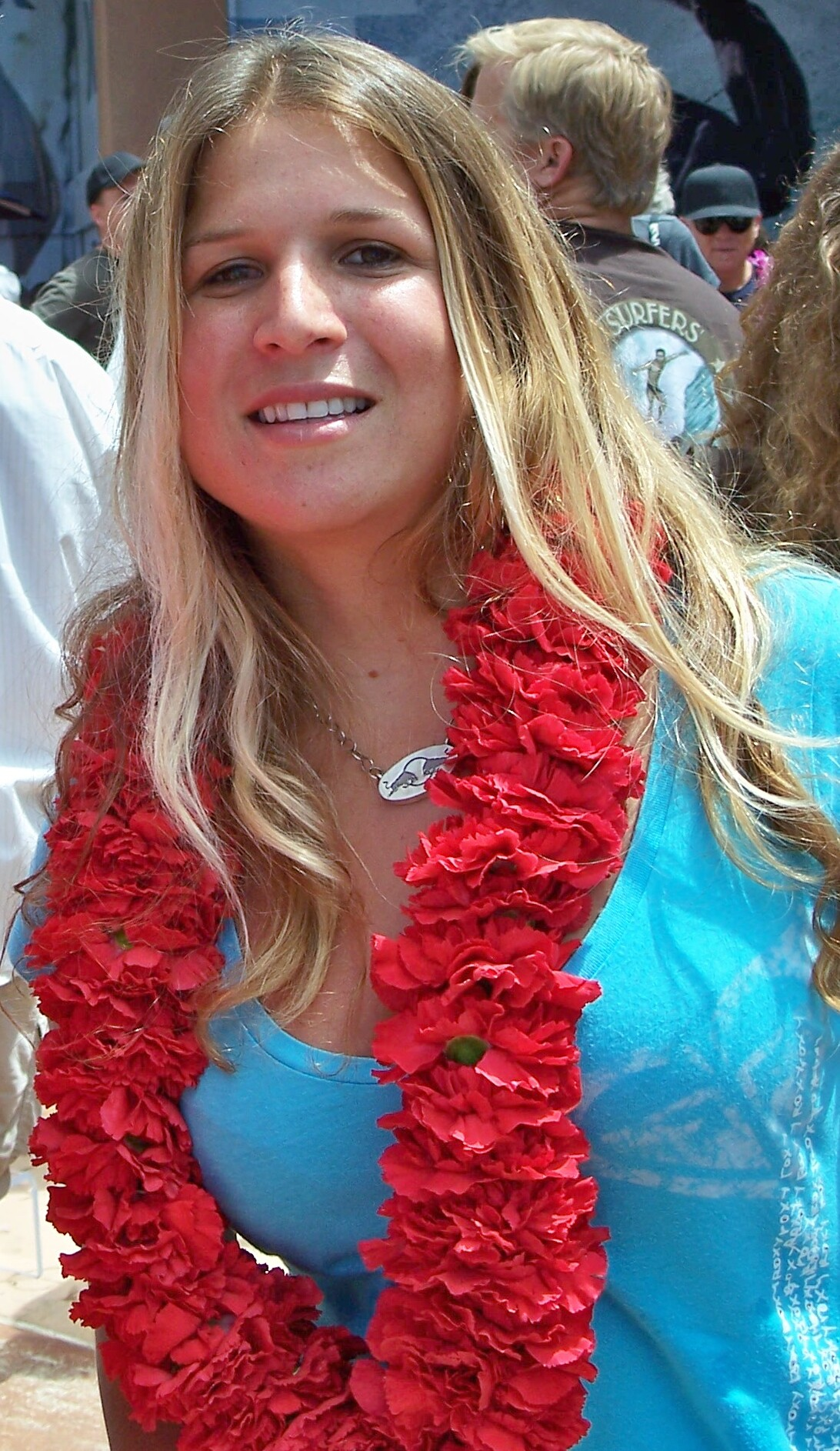
Sofía Mulánovich im Jahre 2007

Inés Sofía Mulánovich  (* 24. Juni 1983 in Punta Hermosa) ist eine peruanische Surferin. Sie ist mit einem Titel der WSL und zwei Titeln der ISA dreifache Weltmeisterin. Sie ist die erste peruanische Surferin, die jemals ein World Surf League World Championship Tour Event gewonnen hat, und die erste Lateinamerikanerin, die jemals den Weltmeistertitel gewonnen hat. Mulánovich gewann die ISA-Weltmeisterschaften in Salinas, Ecuador (2004) und in Miyazaki, Japan (2009).
Sofia wurde 2007 aufgrund ihrer Leistungen in den Jahren 2004 und 2005 in die Surfing Hall of Fame aufgenommen.

## Karriere
Inés Sofía Mulánovich Aljovín wurde in Punta Hermosa, Lima, Peru geboren und hat kroatische Vorfahren.
Am 27. Juli 2007 wurde Mulanovich in die Surfers Hall of Fame in Huntington Beach aufgenommen. Sie ist die erste Südamerikanerin, der diese Ehre zuteilwird, und wurde ausgewählt, weil sie durch ihre herausragenden Leistungen einen großen Einfluss auf den Sport hatte. 2015 wurde sie auch in den Surfing Walk of Fame in Huntington Beach aufgenommen. Ebenfalls 2015 eröffnete sie in Zusammenarbeit mit Swatch in ihrer Heimatstadt Punta Hermosa eine Surfakademie (Proyecto Sofia Mulanovich) für Jugendliche.

## Erfolge
| Siege bei der WSL Women’s Championship Tour |                         |                        |                        |
| Jahr                                        | Veranstaltung           | Ort                    | Land                   |
| 2004                                        | Roxy Pro Fiji           | Tavarua                | Fidschi                |
| 2004                                        | Billabong Pro Tahiti    | Teahupoo, Tahiti       | Französisch-Polynesien |
| 2004                                        | Roxy Jam                | Anglet                 | Frankreich             |
| 2005                                        | SPC Fruit Pro           | Bells Beach, Victoria  | Australien             |
| 2005                                        | Roxy Pro Fiji           | Tavarua                | Fidschi                |
| 2005                                        | Roxy Pro England        | Cornwall               | England                |
| 2007                                        | Rip Curl Girls Festival | Santander              | Spanien                |
| 2007                                        | Roxy Pro                | Sunset Beach, Hawaii   | Vereinigte Staaten     |
| 2008                                        | Roxy Pro Gold Coast     | Gold Coast, Queensland | Australien             |
| 2009                                        | Movistar Peru Classic   | Lobitos                |                        |

## Filmographie
- Peel: The Peru Project (2006)
- Sofia: A Documentary (2006)
- The Modus Mix (2003)
- 7 Girls (2001)
- Into The Storm/En La Tormenta (2020)

## Privates
Mit ihrer langjährigen Lebensgefährtin Camila Toro hat sie einen Sohn.